# Björn Mosten
Björn Mosten   (Dvärsätt, 14 de juliol de 1997) és un actor de televisió i de teatre suec.
Nascut el 1997 a Dvärsätt, un poble del comtat de Jämtland, a l'interior de centre de Suècia. Va estudiar enginyeria civil a la Universitat d'Uppsala. És conegut sobretot per interpretar a un dels protagonistes de la sèrie de televisió sueca Kärlek & anarki que es va estrenar a Netflix el 2020, que justament fou l'estrena de Mosten al món de televisió i cinema.
A finals de 2022, va debutar en el teatre, interpretant «Marcus» en l'obra Jakten en el Teatre municipal d'Estocolm.